# Glossophaga longirostris
Glossophaga longirostris es una especie de murciélago de la familia Phyllostomidae.
tienen características morfológicas relacionadas con sus hábitos alimenticios, los cuales son de tipo néctar-polinivoros, también se alimentan de frutos y polen de cactus columnares.
La información actual sobre la reproducción indica que G. longirostris es poliéstrica bimodal, con picos de gestación de diciembre a abril y junio a octubre.[cita requerida]

## Distribución geográfica
Se encuentra desde el norte de América del Sur hasta la Islas de Barlovento de Antillas Menores. En el norte de Brasil, Venezuela, Colombia, Guayana, Trinidad y Tobago, Granada, Antillas Neerlandesas y las Islas Vírgenes.